# Actionfilme der 2010er Jahre
Die Liste von Actionfilmen der 2010er Jahre enthält Kinofilme des Actiongenres, die zwischen 2010 und 2019 erschienen sind. Sie erhebt keinen Anspruch auf Vollständigkeit.

## Liste

### 2010
| Titel                                                  | Produktionsland                                                         | Regisseur                        | Hauptdarsteller              | Anmerkung                           |
| ------------------------------------------------------ | ----------------------------------------------------------------------- | -------------------------------- | ---------------------------- | ----------------------------------- |
| 13 Assassins                                           | Japan Vereinigte Staaten                                                | Takashi Miike                    | Kōji Yakusho                 |                                     |
| 72 Stunden – The Next Three Days                       | Vereinigte Staaten Frankreich                                           | Paul Haggis                      | Russell Crowe                |                                     |
| 600 Kilo pures Gold!                                   | Frankreich                                                              | Éric Besnard                     | Clovis Cornillac             |                                     |
| 2010: Moby Dick                                        | Vereinigte Staaten                                                      | Trey Stokes                      | Barry Bostwick               | Literaturverfilmung                 |
| Akte Kajínek                                           | Tschechien                                                              | Petr Jákl                        | Konstantin Lawronenko        |                                     |
| Das A-Team – Der Film                                  | Vereinigte Staaten                                                      | Joe Carnahan                     | Liam Neeson                  | Neuverfilmung                       |
| Auftrag Rache                                          | Vereinigtes Königreich Vereinigte Staaten                               | Martin Campbell                  | Mel Gibson                   | Neuverfilmung                       |
| Bedevilled – Zeit der Vergeltung                       | Südkorea                                                                | Jang Cheol-soo                   | Seo Yeong-hee                |                                     |
| Bloodrayne: The Third Reich                            | Deutschland Vereinigte Staaten Kanada                                   | Uwe Boll                         | Natassia Malthe              | Fortsetzung Computerspielverfilmung |
| The Book of Eli                                        | Vereinigte Staaten                                                      | Albert Hughes, Allen Hughes      | Denzel Washington            |                                     |
| Born to Raise Hell – Zum Töten geboren!                | Vereinigte Staaten                                                      | Lauro Chartrand                  | Steven Seagal                |                                     |
| Brotherhood – Die Bruderschaft des Todes               | Vereinigte Staaten                                                      | Will Canon                       | Trevor Morgan                |                                     |
| Bunraku                                                | Vereinigte Staaten                                                      | Guy Moshe                        | Josh Harnett                 |                                     |
| Cats & Dogs: Die Rache der Kitty Kahlohr               | Vereinigte Staaten Australien                                           | Brad Peyton                      | James Marsden                | Fortsetzung                         |
| Centurion                                              | Vereinigtes Königreich Frankreich                                       | Neil Marshall                    | Michael Fassbender           |                                     |
| Die Chroniken von Narnia: Die Reise auf der Morgenröte | Vereinigte Staaten                                                      | Michael Apted                    | Ben Barnes                   | Die-Chroniken-von-Narnia-Filmreihe  |
| Dabangg                                                | Indien                                                                  | Abhinav Kashyap                  | Salman Khan                  |                                     |
| A Dangerous Man                                        | Vereinigte Staaten                                                      | Keoni Waxman                     | Steven Seagal                |                                     |
| Death Race 2                                           | Deutschland Südafrika                                                   | Roel Reiné                       | Luke Goss                    | Prequel                             |
| Detective Dee und das Geheimnis der Phantomflammen     | Volksrepublik China Hongkong                                            | Tsui Hark                        | Andy Lau                     |                                     |
| Die Drachenfalle – Ejder Kapani                        | Türkei                                                                  | Uğur Yücel                       | Uğur Yücel                   |                                     |
| Duell der Magier                                       | Vereinigte Staaten                                                      | Jon Turteltaub                   | Jay Baruchel Nicolas Cage    |                                     |
| Die etwas anderen Cops                                 | Vereinigte Staaten                                                      | Adam McKay                       | Will Ferrell Mark Wahlberg   |                                     |
| Easy Money – Spür die Angst                            | Schweden                                                                | Daniél Espinosa                  | Joel Kinnaman                |                                     |
| The Expendables                                        | Vereinigte Staaten                                                      | Sylvester Stallone               | Sylvester Stallone           | Fortgesetzt                         |
| Faster                                                 | Vereinigte Staaten                                                      | George Tillman Jr.               | Dwayne Johnson               |                                     |
| From Paris with Love                                   | Frankreich Vereinigte Staaten                                           | Pierre Morel                     | John Travolta                |                                     |
| Hexen – Die letzte Schlacht der Templer                | Vereinigte Staaten                                                      | Pearry Reginald Teo              | Luke Goss                    |                                     |
| Hunt to Kill                                           | Kanada                                                                  | Keoni Waxman                     | Steve Austin                 |                                     |
| Inception                                              | Vereinigte Staaten Vereinigtes Königreich                               | Christopher Nolan                | Leonardo DiCaprio            |                                     |
| Ip Man 2                                               | Volksrepublik China                                                     | Wilson Yip                       | Donnie Yen                   | Fortsetzung                         |
| Iron Man 2                                             | Vereinigte Staaten                                                      | Jon Favreau                      | Robert Downey Jr.            | Fortsetzung, Fortgesetzt            |
| Jonah Hex                                              | Vereinigte Staaten                                                      | Jimmy Hayward                    | Josh Brolin                  | Comicverfilmung                     |
| Kampf der Titanen                                      | Vereinigte Staaten                                                      | Louis Leterrier                  | Sam Worthington              | Neuverfilmung                       |
| Karate Kid                                             | Vereinigte Staaten Volksrepublik China                                  | Harald Zwart                     | Jaden Smith                  | Neuverfilmung                       |
| Kick-Ass                                               | Vereinigtes Königreich Vereinigte Staaten                               | Matthew Vaughn                   | Aaron Taylor-Johnson         | Comicverfilmung                     |
| King of Devil’s Island                                 | Norwegen Frankreich Schweden Polen                                      | Marius Holst                     | Stellan Skarsgård            |                                     |
| Knight and Day                                         | Vereinigte Staaten                                                      | James Mangold                    | Tom Cruise Cameron Diaz      |                                     |
| Krieger des Lichts                                     | Vereinigte Staaten                                                      | Brian A. Metcalf                 | Brad Dourif                  |                                     |
| Die Legende von Aang                                   | Vereinigte Staaten                                                      | M. Night Shyamalan               | Noah Ringer                  | Serienadaption                      |
| Legion                                                 | Vereinigte Staaten                                                      | Scott Charles Stewart            | Paul Bettany                 |                                     |
| The Losers                                             | Vereinigte Staaten                                                      | Sylvain White                    | Jeffrey Dean Morgan          | Comicverfilmung                     |
| Lost Boys: The Thirst                                  | Vereinigte Staaten Deutschland Südafrika                                | Dario Piana                      | Corey Feldman                | Fortsetzung                         |
| Lost Future – Kampf um die Zukunft                     | Deutschland Südafrika Vereinigte Staaten                                | Mikael Salomon                   | Sean Bean                    |                                     |
| Machete                                                | Vereinigte Staaten                                                      | Robert Rodriguez, Ethan Maniquis | Danny Trejo                  | Fortgesetzt                         |
| The Man from Nowhere                                   | Südkorea                                                                | Lee Jeong-beom                   | Won Bin                      |                                     |
| Marvel Super Heroes 4D                                 | Vereinigte Staaten                                                      | Joshua Wexler                    |                              | Animationsfilm                      |
| Monsters                                               | Vereinigtes Königreich                                                  | Gareth Edwards                   | Whitney Able                 |                                     |
| New Kids Turbo                                         | Niederlande                                                             | Steffen Haars Flip van der Kuil  | Diverse                      | Serienadaption                      |
| Norwegian Ninja                                        | Norwegen                                                                | Thomas Cappelen Malling          | Mads Ousdal                  |                                     |
| Operation: Endgame                                     | Vereinigte Staaten                                                      | Fourad Mikati                    | Joe Anderson                 |                                     |
| Outrage                                                | Japan                                                                   | Takeshi Kitano                   | Takeshi Kitano               |                                     |
| Percy Jackson – Diebe im Olymp                         | Vereinigte Staaten Kanada                                               | Chris Columbus                   | Logan Lerman                 | Literaturverfilmung                 |
| Predators                                              | Vereinigte Staaten                                                      | Nimród Antal                     | Adrien Brody                 | Fortsetzung                         |
| Prince of Persia: Der Sand der Zeit                    | Vereinigte Staaten                                                      | Mike Newell                      | Jake Gyllenhaal              | Videospielverfilmung                |
| R.E.D. – Älter, Härter, Besser                         | Vereinigte Staaten                                                      | Robert Schwentke                 | Bruce Willis, John Malkovich | Fortgesetzt                         |
| Repo Men                                               | Vereinigte Staaten Kanada                                               | Miguel Sapochnik                 | Jude Law                     | Buchverfilmung                      |
| Resident Evil: Afterlife                               | Vereinigtes Königreich Deutschland Frankreich Vereinigte Staaten Kanada | Paul W. S. Anderson              | Milla Jovovich               | Fortsetzung, Fortgesetzt            |
| Robin Hood                                             | Vereinigte Staaten Vereinigtes Königreich                               | Ridley Scott                     | Russell Crowe                | Neuverfilmung                       |
| Salt                                                   | Vereinigte Staaten                                                      | Phillip Noyce                    | Angelina Jolie               |                                     |
| Scott Pilgrim gegen den Rest der Welt                  | Vereinigte Staaten Vereinigtes Königreich Japan Kanada                  | Edgar Wright                     | Comicverfilmung              |                                     |
| Skyline                                                | Vereinigte Staaten                                                      | Greg Strause Colin Strause       | Eric Balfour                 |                                     |
| Super – Shut Up, Crime!                                | Vereinigte Staaten                                                      | James Gunn                       | Rainn Wilson                 |                                     |
| Superman/Batman: Apocalypse                            | Vereinigte Staaten                                                      | Lauren Montgomery                |                              | Zeichentrickfilm Comicverfilmung    |
| Takers – The Final Job                                 | Vereinigte Staaten                                                      | John Luessenhop                  | Matt Dillon                  |                                     |
| Tekken                                                 | Vereinigte Staaten Japan                                                | Dwight H. Little                 | Computerspielverfilmung      |                                     |
| Titanic 2 – Die Rückkehr                               | Vereinigte Staaten                                                      | Shane Van Dyke                   | Shane Van Dyke               | Mockbuster                          |
| Tomorrow, When the War Began                           | Australien                                                              | Stuart Beattie                   | Caitlin Stasey               | Literaturverfilmung                 |
| Tron: Legacy                                           | Vereinigte Staaten                                                      | Joseph Kosinski                  | Jeff Bridges                 | Fortsetzung                         |
| Undisputed III: Redemption                             | Vereinigte Staaten                                                      | Isaac Florentine                 | Scott Adkins                 |                                     |
| Unstoppable – Außer Kontrolle                          | Vereinigte Staaten                                                      | Tony Scott                       | Denzel Washington            |                                     |
| Veer – Die Liebe eines Kriegers                        | Indien                                                                  | Anil Sharma                      | Salman Khan                  |                                     |
| The Warrior’s Way                                      | Neuseeland Südkorea                                                     | Lee Sngmoo                       | Jang Dong-gun                |                                     |
| Who Killed Captain Alex?                               | Uganda                                                                  | Isaac Nabwana                    | Kakule Wilson                |                                     |

### 2011
| Titel                                         | Produktionsland                                                  | Regisseur                       | Hauptdarsteller            | Anmerkung                                             |
| --------------------------------------------- | ---------------------------------------------------------------- | ------------------------------- | -------------------------- | ----------------------------------------------------- |
| 5 Days of War                                 | Vereinigte Staaten Georgien                                      | Renny Harlin                    | Rupert Friend              |                                                       |
| Age of Heroes                                 | Vereinigtes Königreich                                           | Adrian Vitoria                  | Sean Bean                  |                                                       |
| Age of the Dragons                            | Vereinigte Staaten                                               | Ryan Little                     | Danny Glover               | Literaturverfilmung                                   |
| Arena                                         | Vereinigte Staaten                                               | Jonah Loop                      | Kellan Lutz                |                                                       |
| Atemlos – Gefährliche Wahrheit                | Vereinigte Staaten                                               | John Singleton                  | Taylor Lautner             |                                                       |
| Attack the Block                              | Vereinigtes Königreich                                           | Joe Cornish                     | John Boyega                |                                                       |
| Aushilfsgangster                              | Vereinigte Staaten                                               | Brett Ratner                    | Ben Stiller                |                                                       |
| Blubberella                                   | Deutschland                                                      | Uwe Boll                        | Lindsay Hollister          | 1:1-Parodie                                           |
| Born to Race                                  | Vereinigte Staaten                                               | Alex Ranarivelo                 | Joseph Cross               |                                                       |
| Brawler                                       | Vereinigte Staaten                                               | Chris Sivertson                 | Nathan Grubbs, Marc Senter |                                                       |
| Bridges                                       | Deutschland                                                      | Miguel Angelo Pate              | Gedeon Burkhard            | Comicverfilmung                                       |
| Bulletproof Gangster                          | Vereinigte Staaten                                               | Jonathan Hensleigh              | Ray Stevenson              | Literaturverfilmung                                   |
| Captain America: The First Avenger            | Vereinigte Staaten                                               | Joe Johnston                    | Chris Evans                | Comicverfilmung, Fortgesetzt                          |
| Catch .44 – Der ganz große Coup               | Vereinigte Staaten                                               | Aaron Harvey                    | Malin Åkerman              |                                                       |
| Cat Run                                       | Vereinigte Staaten                                               | John Stockwell                  | Paz Vega                   |                                                       |
| Colombiana                                    | Frankreich                                                       | Olivier Megaton                 | Zoe Saldana                |                                                       |
| Conan                                         | Vereinigte Staaten                                               | Marcus Nispel                   | Jason Momoa                | Neuverfilmung                                         |
| Cowboys & Aliens                              | Vereinigte Staaten                                               | Jon Favreau                     | Daniel Craig               | Comicverfilmung                                       |
| Don – The King is back                        | Indien Deutschland                                               | Farhan Akhtar                   | Shah Rukh Khan             |                                                       |
| Die drei Musketiere                           | Deutschland Vereinigte Staaten Frankreich Vereinigtes Königreich | Paul W. S. Anderson             | Logan Lerman               | Literaturverfilmung                                   |
| Drive Angry                                   | Vereinigte Staaten                                               | Patrick Lussier                 | Nicolas Cage               |                                                       |
| Fast & Furious Five                           | Vereinigte Staaten                                               | Justin Lin                      | Vin Diesel                 | Fortsetzung, Fortgesetzt                              |
| The Fighters 2: The Beatdown                  | Vereinigte Staaten                                               | Michael Jai White               | Michael Jai White          | Fortsetzung                                           |
| Freerunner                                    | Vereinigte Staaten                                               | Lawrence Silverstein            | Sean Faris                 |                                                       |
| Fullmetal Alchemist: The Sacred Star of Milos | Japan                                                            | Kazuya Murata                   |                            | Mangaverfilmung                                       |
| Gangsters                                     | Kanada                                                           | Nathan Morlando                 | Scott Speedman             |                                                       |
| Ghost Rider: Spirit of Vengeance              | Vereinigte Staaten Vereinigte Arabische Emirate                  | Mark Neveldine, Brian Taylor    | Nicolas Cage               | Fortsetzung                                           |
| The Green Hornet                              | Vereinigte Staaten                                               | Michel Gondry                   | Seth Rogen                 | Comicverfilmung                                       |
| Green Lantern                                 | Vereinigte Staaten                                               | Martin Campbell                 | Ryan Reynolds              | Comicverfilmung                                       |
| The Guard – Ein Ire sieht schwarz             | Irland Vereinigtes Königreich                                    | John Michael McDonagh           | Brendan Gleeson            |                                                       |
| Haywire                                       | Vereinigte Staaten Irland                                        | Steven Soderbergh               | Gina Carano                |                                                       |
| Headhunters                                   | Norwegen Dänemark Deutschland                                    | Morten Tyldum                   | Aksel Hennie               |                                                       |
| Hobo with a Shotgun                           | Kanada                                                           | Jason Eisener                   | Rutger Hauer               |                                                       |
| Ich bin Nummer Vier                           | Vereinigte Staaten                                               | D. J. Caruso                    | Alex Pettyfer              | Literaturverfilmung                                   |
| In Time – Deine Zeit läuft ab                 | Vereinigte Staaten                                               | Andrew Nicol                    | Justin Timberlake          |                                                       |
| Ironclad – Bis zum letzten Krieger            | Vereinigtes Königreich Vereinigte Staaten                        | Jonathan English                | James Purefoy              |                                                       |
| Killer Elite                                  | Vereinigte Staaten Australien                                    | Gary McKendry                   | Jason Statham              | Buchverfilmung                                        |
| Krieg der Götter                              | Vereinigte Staaten                                               | Tarsem Singh                    | Henry Cavill               |                                                       |
| Kung Fu Panda 2                               | Vereinigte Staaten                                               | Jennifer Yuh Nelson             |                            | Animationsfilm Fortsetzung                            |
| Largo Winch II – Die Burma Verschwörung       | Frankreich Belgien Deutschland                                   | Jérôme Salle                    | Tomer Sisley               | Fortsetzung Comicverfilmung                           |
| Die Legende des Kung Fu Kaninchens            | Volksrepublik China                                              | Sun Lijun                       |                            | Animationsfilm                                        |
| Der letzte Tempelritter                       | Vereinigte Staaten                                               | Dominic Sena                    | Nicolas Cage               |                                                       |
| The Mechanic                                  | Vereinigte Staaten                                               | Simon West                      | Jason Statham              | Neuverfilmung                                         |
| Mission: Impossible – Phantom Protokoll       | Vereinigte Staaten Vereinigte Arabische Emirate Tschechien       | Brad Bird                       | Tom Cruise                 | Fortsetzung, Fortgesetzt                              |
| New Kids Nitro                                | Niederlande                                                      | Flip van der Kuil Steffen Haars | Diverse                    | Fortsetzung                                           |
| Nina Undercover – Agentin mit Kids            | Deutschland                                                      | Simon X. Rost                   | Claudia Hiersche           |                                                       |
| On the Run                                    | Frankreich                                                       | Éric Valette                    | Albert Dupontel            |                                                       |
| Pakt der Rache                                | Vereinigte Staaten                                               | Roger Donaldson                 | Nicolas Cage               |                                                       |
| Pirates of the Caribbean – Fremde Gezeiten    | Vereinigte Staaten                                               | Rob Marshall                    | Johnny Depp                | Fortsetzung, Pirates of the Caribbean: Salazars Rache |
| Der Plan                                      | Vereinigte Staaten                                               | George Nolfi                    | Matt Damon                 | Literaturverfilmung                                   |
| Planet der Affen: Prevolution                 | Vereinigte Staaten                                               | Rupert Wyatt                    | James Franco               | Prequel, Buchverfilmung                               |
| Poolboy: Drowning Out the Fury                | Vereinigte Staaten                                               | Garrett Brawith                 | Kevin Sorbo                |                                                       |
| RA.One – Superheld mit Herz                   | Indien                                                           | Anubhav Sinha                   | Shahrukh Khan              |                                                       |
| Real Steel                                    | Vereinigte Staaten Indien                                        | Shawn Levy                      | Hugh Jackman               | Buchverfilmung                                        |
| Rebirth – Rache stirbt nie                    | Frankreich Thailand                                              | Jean-Marc Minéo                 | Jon Foo                    |                                                       |
| Recoil                                        | Kanada                                                           | Terry Miles                     | Steve Austin               |                                                       |
| Red State                                     | Vereinigte Staaten                                               | Kevin Smith                     | Michael Parks              |                                                       |
| Sector 7                                      | Südkorea                                                         | Kim Ji-hoon                     | Ha Ji-won                  |                                                       |
| Shaolin                                       | Volksrepublik China Hongkong                                     | Benny Chan                      | Andy Lau                   | Neuverfilmung                                         |
| Sherlock Holmes: Spiel im Schatten            | Vereinigte Staaten                                               | Guy Ritchie                     | Robert Downey Jr.          | Fortsetzung                                           |
| Source Code                                   | Vereinigte Staaten                                               | Duncan Jones                    | Jake Gyllenhaal            |                                                       |
| Spy Kids – Alle Zeit der Welt                 | Vereinigte Staaten                                               | Robert Rodriguez                | Jessica Alba               | Fortsetzung                                           |
| Sucker Punch                                  | Vereinigte Staaten Kanada                                        | Zack Snyder                     | Emily Browning             |                                                       |
| S.W.A.T.: Firefight                           | Vereinigte Staaten                                               | Benny Boom                      | Gabriel Macht              | Fortsetzung                                           |
| Switch – Ein mörderischer Tausch              | Frankreich                                                       | Frédéric Schœndœrffer           | Karine Vanasse             |                                                       |
| Tactical Force                                | Vereinigte Staaten Kanada                                        | Adamo Paolo Cultraro            | Steve Austin               |                                                       |
| Tal der Wölfe – Palästina                     | Türkei                                                           | Zübeyr Şaşmaz                   | Necati Şaşmaz              | Serienadaption                                        |
| Thor                                          | Vereinigte Staaten                                               | Kenneth Branagh                 | Chris Hemsworth            | Marvel Cinematic Universe                             |
| Transformers 3                                | Vereinigte Staaten                                               | Michael Bay                     | Shia LaBeouf               | Fortsetzung                                           |
| Unknown Identity                              | Frankreich Deutschland Vereinigte Staaten                        | Jaume Collet-Serra              | Liam Neeson                |                                                       |
| Visus – Expedition Arche Noah                 | Deutschland                                                      | Tobi Baumann                    | Stephen Luca               |                                                       |
| War of the Arrows                             | Südkorea                                                         | Kim Han-min                     | Park Hae-il                |                                                       |
| Wer ist Hanna?                                | Vereinigte Staaten Vereinigtes Königreich Deutschland            | Joe Wright                      | Saoirse Ronan              |                                                       |
| World Express – Atemlos durch Mexiko          | Deutschland                                                      | Robert Del Maestro              | Marco Girnth               |                                                       |
| Wrong Side of Town                            | Vereinigte Staaten                                               | David DeFalco                   | Rob Van Dam                |                                                       |
| X-Men: Erste Entscheidung                     | Vereinigte Staaten Vereinigtes Königreich                        | Matthew Vaughn                  | James McAvoy               | Prequel                                               |

### 2012
| Titel                                              | Produktionsland                                                         | Regisseur                       | Hauptdarsteller                    | Anmerkung                          |
| -------------------------------------------------- | ----------------------------------------------------------------------- | ------------------------------- | ---------------------------------- | ---------------------------------- |
| 2-Headed Shark Attack                              | Vereinigte Staaten                                                      | Christopher Ray                 | Carmen Electra                     |                                    |
| The 25th Reich                                     | Australien                                                              | Stephen Anis                    | Jim Knobeloch                      |                                    |
| 96 Hours – Taken 2                                 | Frankreich                                                              | Olivier Megaton                 | Liam Neeson                        | Fortsetzung, Fortgesetzt           |
| Act of Valor                                       | Vereinigte Staaten                                                      | Mike McCoy, Scott Waugh         | Roselyn Sánchez                    |                                    |
| Agent Hamilton – Im Interesse der Nation           | Schweden                                                                | Kathrine Windfeld               | Mikael Persbrandt                  |                                    |
| Agneepath                                          | Indien                                                                  | Karan Malhotra                  | Hrithik Roshan                     | Neuverfilmung                      |
| Air Force One Is Down                              | Vereinigte Staaten                                                      | Cilla Ware                      | Jeremy Sisto                       |                                    |
| The Amazing Spider-Man                             | Vereinigte Staaten                                                      | Marc Webb                       | Andrew Garfield                    | Neuverfilmung, Fortgesetzt         |
| American Warships                                  | Vereinigte Staaten                                                      | Thunder Levin                   | Mario Van Pebbles                  | Mockbuster                         |
| Android Insurrection                               | Vereinigte Staaten                                                      | Andrew Bellware                 | Virginia Logan                     |                                    |
| Anna Bond                                          | Indien                                                                  | Duniya Soori                    | Puneeth Rajkumar                   |                                    |
| Bad Ass                                            | Vereinigte Staaten                                                      | Craig Moss                      | Danny Trejo                        |                                    |
| Der Ballermann – Ein Bulle auf Mallorca            | Deutschland                                                             | Heinz Dietz                     | Tobias Licht                       |                                    |
| Battleship                                         | Vereinigte Staaten                                                      | Peter Berg                      | Taylor Kitsch                      |                                    |
| Das Bourne Vermächtnis                             | Vereinigte Staaten                                                      | Tony Gilroy                     | Jeremy Renner                      | Jason-Bourne-Filmreihe Fortsetzung |
| Christmas Twister                                  | Vereinigte Staaten                                                      | Peter Sullivan                  | Casper Van Diem                    |                                    |
| Code Name: Geronimo                                | Vereinigte Staaten                                                      | John Stockwell                  | Gam Gigandet                       |                                    |
| The Cold Light of Day                              | Vereinigte Staaten Spanien                                              | Mabrouk El Mechri               | Henry Cavill                       |                                    |
| A Company Man                                      | Südkorea                                                                | Lim Sang-yun                    | So Ji-sub                          |                                    |
| Confession of Murder                               | Südkorea                                                                | Jung Byung-gil                  | Jeong Jae-yeong                    |                                    |
| Contraband                                         | Vereinigte Staaten Vereinigtes Königreich Frankreich                    | Baltasar Kormákur               | Mark Wahlberg                      | Neuverfilmung                      |
| Crawlspace – Dunkle Bedrohung                      | Australien                                                              | Justin Dix                      | Ditch Davey                        |                                    |
| The Crime                                          | Vereinigtes Königreich                                                  | Nick Love                       | Ray Winstone                       |                                    |
| The Dark Knight Rises                              | Vereinigte Staaten Vereinigtes Königreich                               | Christopher Nolan               | Christian Bale                     | Fortsetzung                        |
| Death Race: Inferno                                | Deutschland Südafrika                                                   | Roel Reiné                      | Luke Goss                          | Fortsetzung                        |
| Django Unchained                                   | Vereinigte Staaten                                                      | Quentin Tarantino               | Jamie Foxx                         |                                    |
| Dredd                                              | Vereinigtes Königreich Vereinigte Staaten Indien Südafrika              | Pete Travis                     | Karl Urban                         | Comicverfilmung                    |
| Das Ende der Welt – Die 12 Prophezeiungen der Maya | Kanada                                                                  | Steven R. Monroe                | Ed Quinn                           |                                    |
| Escape – Vermächtnis der Wikinger                  | Norwegen                                                                | Roar Uthaug                     | sabel Christine Andreasen          |                                    |
| The Expendables 2                                  | Vereinigte Staaten                                                      | Simon West                      | Sylvester Stallone                 | Fortsetzung, Fortgesetzt           |
| Fire with Fire – Rache folgt eigenen Regeln        | Vereinigte Staaten                                                      | David Barrett                   | Josh Duhamel                       |                                    |
| Flight 23 – Air Crash                              | Vereinigte Staaten                                                      | Liz Adams                       | Jordan Ladd                        |                                    |
| Footsoldiers of Berlin – Ihr Wort ist Gesetz       | Vereinigtes Königreich                                                  | Frank Harper                    | Frank Harper                       |                                    |
| Freelancers                                        | Vereinigte Staaten                                                      | Jessy Terrero                   | 50 Cent                            |                                    |
| Gallowwalkers                                      | Vereinigte Staaten                                                      | Andrew Goth                     | Wesley Snipes                      |                                    |
| Gangs of Wasseypur                                 | Indien                                                                  | Anurag Kashyap                  | Manoj Bajpai                       |                                    |
| Ghost Rider: Spirit of Vengeance                   | Vereinigte Staaten                                                      | Mark Neveldine Brian Taylor     | Nicolas Cage                       | Fortsetzung Comicverfilmung        |
| Das gibt Ärger                                     | Vereinigte Staaten                                                      | McG                             | Reese Witherspoon                  |                                    |
| Get the Gringo                                     | Vereinigte Staaten                                                      | Adrian Grunberg                 | Mel Gibson                         |                                    |
| Girl from the Naked Eye                            | David Ren                                                               | Jason Yee                       |                                    |                                    |
| The Grey – Unter Wölfen                            | Vereinigte Staaten                                                      | Joe Carnahan                    | Liam Neeson                        | Literaturverfilmung                |
| El Gringo                                          | Vereinigte Staaten                                                      | Eduardo Rodríguez               | Scott Adkins                       |                                    |
| Der Hobbit: Eine unerwartete Reise                 | Neuseeland Vereinigte Staaten                                           | Peter Jackson                   | Martin Freeman                     | Literaturverfilmung                |
| I Declare War                                      | Kanada                                                                  | Jason Lapeyre Robert Wilson     | Siam Yu                            |                                    |
| Inseln vor dem Wind                                | Deutschland                                                             | Dietmar Klein                   | Muriel Baumeister                  |                                    |
| Interview with a Hitman                            | Vereinigtes Königreich                                                  | Perry Bhandal                   | Luke Goss                          |                                    |
| Jack Reacher                                       | Vereinigte Staaten                                                      | Christopher McQuarrie           | Tom Cruise                         |                                    |
| James Bond 007: Skyfall                            | Vereinigtes Königreich Vereinigte Staaten                               | Sam Mendes                      | Daniel Craig                       | Fortsetzung, Fortgesetzt           |
| John Carter – Zwischen zwei Welten                 | Vereinigte Staaten                                                      | Andrew Stanton                  | Taylor Kitsch                      | Literaturverfilmung                |
| Jurassic Shark                                     | Kanada                                                                  | Brett Kelly                     | Emanuelle Carriere                 |                                    |
| Last Bullet – Showdown der Auftragskiller          | Vereinigte Staaten                                                      | William Kaufman                 | Dolph Lundgren                     |                                    |
| Lockout                                            | Frankreich                                                              | James Mather, Stephen St. Leger | Guy Pearce                         |                                    |
| Looper                                             | Vereinigte Staaten Volksrepublik China                                  | Rian Johnson                    | Joseph Gordon-Levitt Bruce Willis  |                                    |
| The Man with the Iron Fists                        | Vereinigte Staaten                                                      | RZA                             | RZA                                |                                    |
| Marvel’s The Avengers                              | Vereinigte Staaten                                                      | Joss Whedon                     | Robert Downey Jr.                  | Marvel Cinematic Universe          |
| Maximum Conviction                                 | Vereinigte Staaten                                                      | Keoni Waxman                    | Steven Seagal Steve Austin         |                                    |
| Men in Black 3                                     | Vereinigte Staaten Vereinigte Arabische Emirate                         | Barry Sonnenfeld                | Will Smith Tommy Lee Jones         | Fortsetzung Comicverfilmung        |
| Premium Rush                                       | Vereinigte Staaten                                                      | David Koepp                     | Joseph Gordon-Levitt               |                                    |
| The Raid                                           | Indonesien                                                              | Gareth Evans                    | Iko Uwais                          |                                    |
| Red Dawn                                           | Vereinigte Staaten                                                      | Dan Bradley                     | Chris Hemsworth                    | Neuverfilmung                      |
| Resident Evil: Retribution                         | Deutschland Kanada Vereinigte Staaten Frankreich Vereinigtes Königreich | Paul W. S. Anderson             | Milla Jovovich                     | Fortsetzung, Fortgesetzt           |
| Rurouni Kenshin                                    | Japan                                                                   | Keishi Ōtomo                    | Yū Aoi                             | Mangaverfilmung                    |
| Safe House                                         | Vereinigte Staaten Südafrika                                            | Daniél Espinosa                 | Denzel Washington                  |                                    |
| Safe – Todsicher                                   | Vereinigte Staaten                                                      | Boaz Yakin                      | Jason Statham                      |                                    |
| Schutzengel                                        | Deutschland                                                             | Til Schweiger                   | Til Schweiger                      |                                    |
| Shootout – Keine Gnade                             | Vereinigte Staaten                                                      | Walter Hill                     | Sylvester Stallone                 | Comicverfilmung                    |
| Six Bullets                                        | Vereinigte Staaten                                                      | Ernie Barbarash                 | Jean-Claude Van Damme              |                                    |
| Snow White and the Huntsman                        | Vereinigte Staaten                                                      | Rupert Sanders                  | Kristen Stewart Chris Hemsworth    | Märchenverfilmung                  |
| So Undercover                                      | Vereinigtes Königreich                                                  | Tom Vaughan                     | Miley Cyrus                        |                                    |
| Total Recall                                       | Vereinigte Staaten Kanada                                               | Len Wiseman                     | Colin Farrell                      | Neuverfilmung                      |
| Underworld                                         | Vereinigte Staaten                                                      | Måns Mårlind Björn Stein        | Kate Beckinsale                    | Fortsetzung                        |
| Universal Soldier: Day of Reckoning                | Vereinigte Staaten                                                      | John Hyams                      | Scott Adkins Jean-Claude Van Damme | Fortsetzung                        |
| The Watch – Nachbarn der 3. Art                    | Vereinigte Staaten                                                      | Akiva Schaffer                  | Ben Stiller                        |                                    |
| Zorn der Titanen                                   | Vereinigte Staaten Spanien                                              | Jonathan Liebesman              | Sam Worthington                    | Fortsetzung                        |

### 2013
| Titel                                         | Produktionsland                                   | Regisseur             | Hauptdarsteller                          | Anmerkung                             |
| --------------------------------------------- | ------------------------------------------------- | --------------------- | ---------------------------------------- | ------------------------------------- |
| 2 Guns                                        | Vereinigte Staaten                                | Baltasar Kormákur     | Denzel Washington Mark Wahlberg          |                                       |
| 47 Ronin                                      | Vereinigte Staaten                                | Carl Rinsch           | Keanu Reeves                             |                                       |
| April Rain                                    | Vereinigte Staaten                                | Luciano Saber         | Ming-Na Wen                              |                                       |
| Assassination Classroom                       | Japan                                             | Keiji Gotō            |                                          | Anime Mangaverfilmung                 |
| Atlantic Rim                                  | Vereinigte Staaten                                | Jared Cohn            | Graham Grenne                            | Mockbuster                            |
| Battle of the Damned                          | Vereinigte Staaten                                | Christopher Hatton    | Dolph Lundgren                           |                                       |
| The Berlin File                               | Südkorea                                          | Ryoo Seung-wan        | Ha Jung-woo                              |                                       |
| Border Run – Tödliche Grenze                  | Vereinigte Staaten                                | Gabriela Tagliavini   | Sharon Stone                             |                                       |
| Bula Quo!                                     | Vereinigtes Königreich                            | Stuart St. Paul       | Status Quo                               |                                       |
| Captain Phillips                              | Vereinigte Staaten                                | Paul Greengrass       | Tom Hanks                                |                                       |
| Chennai Express                               | Indien                                            | Rohit Shetty          | Shah Rukh Khan                           |                                       |
| Dead Man Down                                 | Vereinigte Staaten                                | Niels Arden Oplev     | Colin Farrell                            |                                       |
| Detective Dee und der Fluch des Seeungeheuers | Volksrepublik China                               | Tsui Hark             | Mark Chao                                | Prequel                               |
| Dhoom: 3                                      | Indien                                            | Vijay Krishna Acharya | Aamir Khan                               | Fortsetzung                           |
| Escape Plan                                   | Vereinigte Staaten                                | Mikael Håfström       | Arnold Schwarzenegger Sylvester Stallone |                                       |
| Fast & Furious 6                              | Vereinigte Staaten                                | Justin Lin            | Vin Diesel, Paul Walker                  | Fortsetzung, Fortgesetzt              |
| Das Gesetz in meiner Hand                     | Sri Lanka Vereinigte Staaten                      | Chandran Rutnam       | Ben Kingsley                             | Neuverfilmung                         |
| Getaway                                       | Vereinigte Staaten Bulgarien                      | Courtney Solomon      | Ethan Hawke                              |                                       |
| G.I. Joe – Die Abrechnung                     | Vereinigte Staaten                                | Jon M. Chu            | Dwayne Johnson                           | Fortsetzung                           |
| Hänsel und Gretel: Hexenjäger                 | Vereinigte Staaten Deutschland                    | Tommy Wirkola         | Jeremy Renner Gemma Arterton             |                                       |
| Heatstroke – Ein höllischer Trip              | Vereinigte Staaten                                | Evelyn Purcell        | Stephen Dorff                            |                                       |
| Hentai Kamen                                  | Japan                                             | Yūichi Fukuda         | Ryōhei Suzuki                            | Mangaverfilmung                       |
| Highspeed – Leben am Limit                    | Spanien                                           | Daniel Calparsoro     | Adriana Ugarte                           |                                       |
| Himmatwala                                    | Indien                                            | Sajid Khan            | Ajay Devgn                               |                                       |
| Der Hobbit: Smaugs Einöde                     | Neuseeland Vereinigte Staaten                     | Peter Jackson         | Martin Freeman                           | Fortsetzung Literaturverfilmung       |
| Homefront                                     | Vereinigte Staaten                                | Gary Fleder           | Jason Statham                            | Literaturverfilmung                   |
| Iron Man 3                                    | Vereinigte Staaten                                | Shane Black           | Robert Downey Jr.                        | Fortsetzung                           |
| Iron Man: Rise of Technovore                  | Japan                                             | Hiroshi Hamazaki      |                                          | Zeichentrickfilm Comicverfilmung      |
| Jack the Giant Killer                         | Vereinigte Staaten                                | Mark Atkins           | Jamie Atkins                             | Mockbuster                            |
| Journey to the West: Conquering the Demons    | Volksrepublik China                               | Stephen Chow          | Shu Qi                                   | Literaturverfilmung                   |
| Kick-Ass 2                                    | Vereinigte Staaten Vereinigtes Königreich         | Jeff Wadlow           | Aaron Taylor-Johnson                     | Fortsetzung Comicverfilmung           |
| Killing Season                                | Belgien                                           | Mark Steven Johnson   | Robert De Niro                           |                                       |
| Last Passenger                                | Vereinigtes Königreich                            | Omid Nooshin          | Dougray Scott                            |                                       |
| The Last Stand                                | Vereinigte Staaten                                | Kim Jee-woon          | Arnold Schwarzenegger                    |                                       |
| The Legendary Dragon – Der Letzte seiner Art  | Vereinigtes Königreich Volksrepublik China        | Eric Styles           | Scott Adkins                             |                                       |
| Lone Ranger                                   | Vereinigte Staaten                                | Gore Verbinski        | Johnny Depp                              | Serienadaption                        |
| Machete Kills                                 | Vereinigte Staaten Russland                       | Robert Rodriguez      | Danny Trejo                              |                                       |
| The Machine                                   | Vereinigtes Königreich                            | Caradog W. James      | Caity Lotz                               |                                       |
| Malavita – The Family                         | Vereinigte Staaten Frankreich                     | Luc Besson            | Robert De Niro                           |                                       |
| Man of Steel                                  | Vereinigte Staaten Vereinigtes Königreich         | Zack Snyder           | Henry Cavill                             | Neuverfilmung, Fortgesetzt            |
| Medcrimes – Nebenwirkung Mord                 | Deutschland Österreich                            | Peter Ladkani         | Simon Böer                               |                                       |
| Ninja – Pfad der Rache                        | Thailand Vereinigte Staaten                       | Isaac Florentine      | Scott Adkins                             | Fortsetzung                           |
| Numbers Station                               | Vereinigtes Königreich Belgien Vereinigte Staaten | Kasper Barfoed        | John Cusack                              |                                       |
| Oblivion                                      | Vereinigte Staaten                                | Joseph Kosinski       | Tom Cruise                               |                                       |
| Olympus Has Fallen – Die Welt in Gefahr       | Vereinigte Staaten                                | Antoine Fuqua         | Gerard Butler, Aaron Eckhart             | Fortgesetzt                           |
| Pacific Rim                                   | Vereinigte Staaten                                | Guillermo del Toro    | Charlie Hunnam                           |                                       |
| Pain & Gain                                   | Vereinigte Staaten                                | Michael Bay           | Mark Wahlberg                            |                                       |
| The Package – Killer Games                    | Vereinigte Staaten                                | Jesse V. Johnson      | Steve Austin Dolph Lundgren              |                                       |
| Percy Jackson – Im Bann des Zyklopen          | Vereinigte Staaten                                | Thor Freudenthal      | Logan Lerman                             | Fortsetzung Literaturverfilmung       |
| Phantom                                       | Vereinigte Staaten                                | Todd Robinson         | Ed Harris                                |                                       |
| R.E.D. 2                                      | Vereinigte Staaten Frankreich Kanada              | Dean Parisot          | Bruce Willis, John Malkovich             | Fortsetzung                           |
| Redemption – Stunde der Vergeltung            | Vereinigtes Königreich                            | Steven Knight         | Jason Statham                            |                                       |
| Riddick                                       | Vereinigte Staaten Vereinigtes Königreich         | David Twohy           | Vin Diesel                               | Fortsetzung                           |
| R... Rajkumar                                 | Indien                                            | Prabhu Deva           | Shahid Kapoor                            |                                       |
| Rush – Alles für den Sieg                     | Vereinigtes Königreich Deutschland                | Ron Howard            | Chris Hemsworth                          |                                       |
| Snitch – Ein riskanter Deal                   | Vereinigte Staaten                                | Ric Roman Waugh       | Dwayne Johnson                           |                                       |
| Snowpiercer                                   | Südkorea Vereinigte Staaten Frankreich Tschechien | Bong Joon-ho          | Chris Evans                              | Comicverfilmung, Serienadaption       |
| Stirb langsam – Ein guter Tag zum Sterben     | Vereinigte Staaten                                | John Moore            | Bruce Willis                             | Fortsetzung                           |
| Thor – The Dark Kingdom                       | Vereinigte Staaten                                | Alan Taylor           | Chris Hemsworth                          | Marvel Cinematic Universe Fortsetzung |
| Tödliche Beute 2                              | Vereinigte Staaten                                | David A. Prior        | Ted Prior                                | Fortsetzung                           |
| Vehicle 19                                    | Vereinigte Staaten                                | Mukunda Michael Dewil | Paul Walker                              |                                       |
| White House Down                              | Vereinigte Staaten                                | Roland Emmerich       | Channing Tatum, Jamie Foxx               |                                       |
| Wolverine: Weg des Kriegers                   | Vereinigte Staaten Vereinigtes Königreich         | James Mangold         | Hugh Jackman                             | Fortsetzung, Fortgesetzt              |
| The World’s End                               | Vereinigtes Königreich Vereinigte Staaten         | Edgar Wright          | Simon Pegg                               | Blood-and-Ice-Cream-Trilogy           |
| World War Z                                   | Vereinigte Staaten Malta                          | Marc Forster          | Brad Pitt                                | Literaturverfilmung                   |

### 2014
| Titel                                       | Produktionsland                                             | Regisseur                     | Hauptdarsteller            | Anmerkung                       |
| ------------------------------------------- | ----------------------------------------------------------- | ----------------------------- | -------------------------- | ------------------------------- |
| 3 Days to Kill                              | Vereinigte Staaten Frankreich                               | McG                           | Kevin Costner              |                                 |
| 22 Jump Street                              | Vereinigte Staaten                                          | Phil Lord Chris Miller        | Jonah Hill Channing Tatum  | Fortsetzung                     |
| ’71                                         | Vereinigtes Königreich                                      | Yann Demange                  | Jack O’Connell             |                                 |
| 96 Hours – Taken 3                          | Frankreich                                                  | Olivier Megaton               | Liam Neeson                | Fortsetzung                     |
| Action Jackson                              | Indien                                                      | Prabhu Deva                   | Ajay Devgn                 |                                 |
| Airplane vs. Volcano                        | Vereinigte Staaten                                          | James Kondelik Jon Kondelik   | Dean Cain                  |                                 |
| The Amazing Spider-Man 2: Rise of Electro   | Vereinigte Staaten                                          | Marc Webb                     | Andrew Garfield            | Fortsetzung                     |
| American Heist                              | Vereinigte Staaten                                          | Sarik Andreasyan              | Hayden Christensen         |                                 |
| American Sniper                             | Vereinigte Staaten                                          | Clint Eastwood                | Bradley Cooper             |                                 |
| Apocalypse Pompeii                          | Vereinigte Staaten                                          | Ben Demaree                   | Adrian Paul                |                                 |
| Die Bestimmung – Divergent                  | Vereinigte Staaten                                          | Neil Burger                   | Shailene Woodley           | Literaturverfilmung             |
| Big Game – Die Jagd beginnt                 | Finnland Vereinigtes Königreich Deutschland                 | Jalmari Helander              | Onni Tommila               | Literaturverfilmung             |
| Børning – The Fast & The Funniest           | Norwegen                                                    | Hallvard Bræin                | Anders Baasmo Christiansen |                                 |
| Brick Mansions                              | Frankreich Kanada                                           | Camille Delamarre             | Paul Walker                | Neuverfilmung                   |
| Bullet                                      | Vereinigte Staaten                                          | Nick Lyon                     | Danny Trejo                |                                 |
| Edge of Tomorrow                            | Vereinigte Staaten Vereinigtes Königreich Südkorea          | Doug Liman                    | Tom Cruise                 | Literaturverfilmung             |
| Einer nach dem anderen                      | Norwegen Schweden Dänemark                                  | Hans Petter Moland            | Stellan Skarsgård          |                                 |
| The Equalizer                               | Vereinigte Staaten                                          | Antoine Fuqua                 | Denzel Washington          |                                 |
| The Expendables 3                           | Vereinigte Staaten                                          | Patrick Hughes                | Sylvester Stallone         | Fortsetzung                     |
| Falcon Rising                               | Vereinigte Staaten                                          | Ernie Barbarash               | Michael Jai White          |                                 |
| Godzilla                                    | Vereinigte Staaten Japan                                    | Gareth Edwards                | Aaron Taylor-Johnson       | Godzilla-Filmreihe              |
| Guardians of the Galaxy                     | Vereinigte Staaten                                          | James Gunn                    | Chris Pratt                | Marvel Cinematic Universe       |
| Gunday                                      | Indien                                                      | Ali Abbas Zafar               | Priyanka Chopra            |                                 |
| Der Hobbit: Die Schlacht der Fünf Heere     | Neuseeland Vereinigte Staaten                               | Peter Jackson                 | Martin Freeman             | Fortsetzung Literaturverfilmung |
| Holiday: A Soldier Is Never Off Duty        | Indien                                                      | A. R. Murugadoss              | Akshay Kumar               |                                 |
| I, Frankenstein                             | Vereinigte Staaten                                          | Stuart Beattie                | Aaron Eckhart              | Comicverfilmung                 |
| In the Blood                                | Vereinigte Staaten                                          | John Stockwell                | Gina Carano                |                                 |
| Jack Ryan: Shadow Recruit                   | Vereinigte Staaten Russland                                 | Kenneth Branagh               | Chris Pine                 | Jack-Ryan-Filmreihe Fortsetzung |
| John Wick                                   | Vereinigte Staaten                                          | Chad Stahelski David Leitch   | Keanu Reeves               |                                 |
| Kingsman: The Secret Service                | Vereinigtes Königreich Vereinigte Staaten                   | Matthew Vaughn                | Colin Firth                | Comicverfilmung                 |
| Kite – Engel der Rache                      | Vereinigte Staaten Mexiko                                   | Ralph Ziman                   | India Eisley               |                                 |
| The Legend of Hercules                      | Vereinigte Staaten                                          | Renny Harlin                  | Kellan Lutz                |                                 |
| Lucy                                        | Frankreich                                                  | Luc Besson                    | Scarlett Johansson         |                                 |
| Maleficent – Die dunkle Fee                 | Vereinigte Staaten                                          | Robert Stromberg              | Angelina Jolie             | Märchenverfilmung               |
| Mardaani                                    | Indien                                                      | Pradeep Sarkar                | Rani Mukerji               |                                 |
| Mea Culpa – Im Auge des Verbrechens         | Frankreich                                                  | Fred Cavayé                   | Vincent Lindon             |                                 |
| Need for Speed                              | Vereinigte Staaten Indien                                   | Scott Waugh                   | Aaron Paul                 | Computerspielverfilmung         |
| Non-Stop                                    | Vereinigte Staaten Frankreich Vereinigtes Königreich Kanada | Jaume Collet-Serra            | Liam Neeson                |                                 |
| Northmen – A Viking Saga                    | Schweiz Deutschland Südafrika                               | Claudio Fäh                   | Ed Skrein                  |                                 |
| Outcast – Die letzten Tempelritter          | Kanada Volksrepublik China Vereinigte Staaten Frankreich    | Nick Powell                   | Nicolas Cage               |                                 |
| Pirates – Das Siegel des Königs             | Südkorea                                                    | Lee Seok-hoon                 | Kim Nam-gil                |                                 |
| Planet der Affen: Revolution                | Vereinigte Staaten                                          | Matt Reeves                   | Andy Serkis                | Fortsetzung                     |
| The Raid 2                                  | Indonesien                                                  | Gareth Evans                  | Iko Uwais                  | Fortsetzung                     |
| The Reach: In der Schusslinie               | Vereinigte Staaten                                          | Jean-Baptiste Léonetti        | Michael Douglas            | Literaturverfilmung             |
| Red Sky                                     | Vereinigte Staaten                                          | Mario van Peebles             | Cam Gigandet               |                                 |
| The Return of the First Avenger             | Vereinigte Staaten                                          | Anthony Russo, Joe Russo      | Chris Evans                | Fortgesetzt                     |
| RoboCop                                     | Vereinigte Staaten                                          | José Padilha                  | Joel Kinnaman              | Neuverfilmung                   |
| Sabotage                                    | Vereinigte Staaten                                          | David Ayer                    | Arnold Schwarzenegger      |                                 |
| Sin City 2: A Dame to Kill For              | Vereinigte Staaten                                          | Frank Miller Robert Rodriguez | Diverse                    | Fortsetzung Comicverfilmung     |
| Skin Trade                                  | Vereinigte Staaten                                          | Ekachai Uekrongtham           | Dolph Lundgren             |                                 |
| Son of a Gun                                | Australien Vereinigtes Königreich Kanada                    | Julius Avery                  | Brenton Thwaites           |                                 |
| Sternenkrieger – Survivor                   | Vereinigte Staaten                                          | John Lyde                     | Danielle C. Ryan           |                                 |
| Stretch                                     | Vereinigte Staaten                                          | Joe Carnahan                  | Patrick Wilson             |                                 |
| The Target                                  | Südkorea                                                    | Chang                         | Ryu Seung-ryong            | Neuverfilmung                   |
| Teenage Mutant Ninja Turtles                | Vereinigte Staaten                                          | Jonathan Liebesman            | Diverse                    | Comicverfilmung                 |
| Titanium – Strafplanet XT-59                | Russland                                                    | Dmitri Gratschew              | Jewgeni Mironow            |                                 |
| Ein todsicherer Plan                        | Deutschland                                                 | Roland Suso Richter           | Richy Müller               |                                 |
| Tokarev – Die Vergangenheit stirbt niemals  | Vereinigte Staaten Frankreich                               | Paco Cabezas                  | Nicolas Cage               |                                 |
| Transformers: Ära des Untergangs            | Vereinigte Staaten                                          | Michael Bay                   | Mark Wahlberg              | Fortsetzung, Fortgesetzt        |
| Der Unbestechliche – Mörderisches Marseille | Frankreich Belgien                                          | Cédric Jimenez                | Jean Dujardin              |                                 |
| Wolves                                      | Frankreich Kanada                                           | David Hayter                  | Lucas Till                 |                                 |
| X-Men: Zukunft ist Vergangenheit            | Vereinigte Staaten                                          | Bryan Singer                  | Hugh Jackman               | X-Men-Filmreihe                 |

### 2015
| Titel                                         | Produktionsland                                       | Regisseur                | Hauptdarsteller                 | Anmerkung                       |  |
| --------------------------------------------- | ----------------------------------------------------- | ------------------------ | ------------------------------- | ------------------------------- |  |
| American Ultra                                | Vereinigte Staaten                                    | Nima Nourizadeh          | Jesse Eisenberg                 |                                 |  |
| Ant-Man                                       | Vereinigte Staaten                                    | Peyton Reed              | Paul Rudd                       | Marvel Cinematic Universe       |  |
| Apokalypse Los Angeles                        | Vereinigte Staaten                                    | Michael Sarna            | David Cade                      |                                 |  |
| Assassination                                 | Südkorea                                              | Choi Dong-hun            | Gianna Jun                      |                                 |  |
| Attack on Titan                               | Japan                                                 | Shinji Higuchi           | Haruma Miura                    | Mangaverfilmung                 |  |
| Avengers: Age of Ultron                       | Vereinigte Staaten                                    | Joss Whedon              | Diverse                         | Marvel Cinematic Universe       |  |
| Avengers Grimm                                | Vereinigte Staaten                                    | Jeremy M. Inman          | Casper Van Dien Lou Ferrigno    | Mockbuster                      |  |
| Blackhat                                      | Vereinigte Staaten                                    | Michael Mann             | Chris Hemsworth                 |                                 |  |
| Die Bestimmung – Insurgent                    | Vereinigte Staaten                                    | Robert Schwentke         | Shailene Woodley                | Literaturverfilmung Fortsetzung |  |
| Boy 7                                         | Deutschland                                           | Özgür Yıldırım           | David Kross                     | Literaturverfilmung             |  |
| Chain of Command                              | Vereinigte Staaten                                    | Kevin Carraway           | Michael Jai White               |                                 |  |
| Chappie                                       | Vereinigte Staaten Mexiko                             | Neill Blomkamp           | Sharlto Copley                  |                                 |  |
| Codename U.N.C.L.E.                           | Vereinigte Staaten                                    | Guy Ritchie              | Henry Cavill                    | Serienadaption                  |  |
| The Condemned 2                               | Vereinigte Staaten                                    | Roel Reiné               | Randy Orton                     | Fortsetzung                     |  |
| Cowboys vs. Dinosaurs                         | Vereinigte Staaten                                    | Ari Novak                | Eric Roberts                    |                                 |  |
| Rana Vikrama                                  | Indien                                                | Pavan Wadeyar            | Puneeth Rajkumar                |                                 |  |
| Dragonball Z: Kampf der Götter                | Japan                                                 | Masahiro Hosoda          |                                 | Anime Mangaverfilmung           |  |
| Dragonball Z: Resurrection ‚F‘                | Japan                                                 | Tadayoshi Yamamuro       |                                 | Anime Mangaverfilmung           |  |
| Die Entführung von Bus 657                    | Vereinigte Staaten                                    | Scott Mann               | Jeffrey Dean Morgan             |                                 |  |
| Fantastic Four                                | Vereinigte Staaten                                    | Josh Trank               | Diverse                         | Comicverfilmung                 |  |
| Fast & Furious 7                              | Vereinigte Staaten                                    | James Wan                | Vin Diesel, Paul Walker         | Fortsetzung, Fortgesetzt        |  |
| Focus                                         | Vereinigte Staaten                                    | Glenn Ficarra John Requa | Will Smith                      |                                 |  |
| Gangnam Blues                                 | Südkorea                                              | Yoo Ha                   | Lee Min-ho                      |                                 |  |
| Gänsehaut                                     | Vereinigte Staaten Australien                         | Rob Letterman            | Dylan Minnette Jack Black       | Literaturverfilmung             |  |
| Gekijōban Date A Live: Mayuri Judgement       | Japan                                                 | Keitarō Motonaga         |                                 | Anime                           |  |
| The Gunman                                    | Frankreich Vereinigte Staaten                         | Pierre Morel             | Sean Penn                       | Literaturverfilmung             |  |
| Hardcore                                      | Vereinigte Staaten Russland                           | Ilya Naishuller          | Andrei Dementiev                |                                 |  |
| The Hateful Eight                             | Vereinigte Staaten                                    | Quentin Tarantino        | Diverse                         |                                 |  |
| Hitman: Agent 47                              | Vereinigte Staaten Deutschland Vereinigtes Königreich | Aleksander Bach          | Rupert Friend                   | Computerspielverfilmung         |  |
| Im Herzen der See                             | Vereinigte Staaten                                    | Ron Howard               | Chris Hemsworth                 | Literaturverfilmung             |  |
| James Bond 007: Spectre                       | Vereinigtes Königreich Vereinigte Staaten             | Sam Mendes               | Daniel Craig                    | Fortsetzung                     |  |
| Der Junge und das Biest                       | Japan                                                 | Mamoru Hosoda            |                                 | Anime                           |  |
| Jurassic World                                | Vereinigte Staaten                                    | Colin Trevorrow          | Chris Pratt                     | Fortsetzung                     |  |
| Katutura                                      | Namibia                                               | Florian Schott           | Mara Baumgartner                |                                 |  |
| Der Kaufhaus Cop 2                            | Vereinigte Staaten                                    | Andy Fickman             | Kevin James                     | Fortsetzung                     |  |
| Kod Adı K.O.Z.                                | Türkei                                                | Celal Çimen              | Cem Kurtoglu                    |                                 |  |
| Kung Fury                                     | Schweden                                              | David Sandberg           | David Sandberg                  | Kurzfilm                        |  |
| Last Knights – Die Ritter des 7. Ordens       | Südkorea Tschechien Vereinigte Staaten                | Kazuaki Kiriya           | Clive Owen                      |                                 |  |
| Mission: Impossible – Rogue Nation            | Vereinigte Staaten                                    | Christopher McQuarrie    | Tom Cruise                      | Fortsetzung                     |  |
| Mad Max: Fury Road                            | Vereinigte Staaten Australien Namibia                 | George Miller            | Tom Hardy                       | Fortsetzung                     |  |
| Miss Bodyguard – In High Heels auf der Flucht | Vereinigte Staaten                                    | Anne Fletcher            | Reese Witherspoon Sofia Vergara |                                 |  |
| Mission: Impossible – Rogue Nation            | Vereinigte Staaten                                    | Christopher McQuarrie    | Tom Cruise                      | Mission-Impossible-Filmreihe    |  |
| Mr. Right                                     | Vereinigte Staaten                                    | Paco Cabezas             | Sam Rockwell                    |                                 |  |
| No Escape                                     | Vereinigte Staaten                                    | John Erick Dowdle        | Owen Wilson                     |                                 |  |
| Pixels                                        | Vereinigte Staaten                                    | Chris Columbus           | Adam Sandler                    |                                 |  |
| Point Break                                   | Vereinigte Staaten Deutschland Volksrepublik China    | Ericson Core             | Luke Bracey                     | Neuverfilmung                   |  |
| Run All Night                                 | Vereinigte Staaten                                    | Jaume Collet-Serra       | Liam Neeson                     |                                 |  |
| San Andreas                                   | Vereinigte Staaten                                    | Brad Peyton              | Dwayne Johnson                  |                                 |  |
| Shark Killer                                  | Vereinigte Staaten                                    | Sheldon Wilson           | Derek Theler                    |                                 |  |
| Slow West                                     | Vereinigtes Königreich Neuseeland                     | John Maclean             | Michael Fassbender              |                                 |  |
| Star Wars: Das Erwachen der Macht             | Vereinigte Staaten                                    | J.J. Abrams              | Daisy Ridley                    | Star-Wars-Filmreihe             |  |
| Survivor                                      | Vereinigte Staaten Vereinigtes Königreich             | James McTeigue           | Milla Jovovich                  |                                 |  |
| Terminator: Genisys                           | Vereinigte Staaten                                    | Alan Taylor              | Arnold Schwarzenegger           | Fortsetzung                     |  |
| The Transporter Refueled                      | Frankreich                                            | Camille Delamarre        | Ed Skrein                       | Fortsetzung                     |  |
| Wild Card                                     | Vereinigte Staaten                                    | Simon West               | Jason Statham                   |                                 |  |
| Wolf Warrior                                  | Volksrepublik China                                   | Wu Jing                  | Wu Jing Scott Adkins            |                                 |  |
| Zum Sterben zu früh                           | Deutschland                                           | Lars Becker              | Fritz Karl                      | Prequel                         |  |

### 2016
| Titel                                            | Produktionsland                                       | Regisseur                              | Hauptdarsteller              | Anmerkung                              |
| ------------------------------------------------ | ----------------------------------------------------- | -------------------------------------- | ---------------------------- | -------------------------------------- |
| Die 5. Welle                                     | Vereinigte Staaten                                    | J. Blakeson                            | Chloë Grace Moretz           | Literaturverfilmung                    |
| 10 Cloverfield Lane                              | Vereinigte Staaten                                    | Dan Trachtenberg                       | Mary Elizabeth Winstead      | Fortsetzung                            |
| 13 Hours: The Secret Soldiers of Benghazi        | Vereinigte Staaten                                    | Michael Bay                            | John Kasinski                | Literaturverfilmung                    |
| The Accountant                                   | Vereinigte Staaten                                    | Gavin O’Connor                         | Ben Affleck                  |                                        |
| Arès – Der letzte seiner Art                     | Frankreich                                            | Jean-Patrick Benes                     | Ola Rapace                   |                                        |
| Assassin’s Creed                                 | Frankreich Vereinigte Staaten                         | Justin Kurzel                          | Michael Fassbender           | Computerspielverfilmung                |
| Bad Cat                                          | Türkei                                                | Mehmet Kurtuluş Ayşe Ünal              |                              | Zeichentrickfilm Comicverfilmung       |
| Bastille Day                                     | Vereinigte Staaten Luxemburg Frankreich               | James Watkins                          | Idris Elba                   |                                        |
| The Killing Joke                                 | Vereinigte Staaten                                    | Sam Liu                                |                              | Comicverfilmung                        |
| Batman: Return of the Caped Crusaders            | Vereinigte Staaten                                    | Rick Morales                           | Adam West                    | Zeichentrickfilm Serienadaption        |
| Batman v Superman: Dawn of Justice               | Vereinigte Staaten                                    | Zack Snyder                            | Ben Affleck, Henry Cavill    | DC Extended Universe                   |
| Die Bestimmung – Allegiant                       | Vereinigte Staaten                                    | Robert Schwentke                       | Shailene Woodley             | Literaturverfilmung Fortsetzung        |
| Blood Father                                     | Frankreich                                            | Jean-François Richet                   | Erin Moriarty                | Literaturverfilmung                    |
| Central Intelligence                             | Vereinigte Staaten                                    | Rawson Marshall Thurber                | Dwayne Johnson Kevin Hart    |                                        |
| Collide                                          | Deutschland Vereinigtes Königreich Vereinigte Staaten | Eran Creevy                            | Felicity Jones               |                                        |
| Countdown – Ein Cop sieht rot                    | Vereinigte Staaten                                    | John Stockwell                         | Dolph Ziggler                |                                        |
| Cyborg X                                         | Vereinigte Staaten                                    | K. King                                | Eve Mauro                    |                                        |
| Deadpool                                         | Vereinigte Staaten                                    | Tim Miller                             | Ryan Reynolds                | X-Men                                  |
| Doctor Strange                                   | Vereinigte Staaten                                    | Scott Derrickson                       | Benedict Cumberbatch         | Marvel Cinematic Universe              |
| The Do-Over                                      | Vereinigte Staaten                                    | Steven Brill                           | Adam Sandler                 |                                        |
| The First Avenger: Civil War                     | Vereinigte Staaten                                    | Anthony Russo, Joe Russo               | Chris Evans                  | Marvel Cinematic Universe              |
| Free Fire                                        | Vereinigtes Königreich                                | Ben Wheatley                           | Enzo Clienti                 |                                        |
| Das Gesetz der Familie                           | Vereinigtes Königreich                                | Adam Smith                             | Michael Fassbender           |                                        |
| The Great Wall                                   | Volksrepublik China Vereinigte Staaten                | Zhang Yimou                            | Matt Damon                   |                                        |
| Headshot                                         | Indonesien                                            | Kimo Stamboel Timo Tjahjanto           | Iko Uwais                    |                                        |
| Hentai Kamen: Abnormal Crisis                    | Japan                                                 | Yūichi Fukuda                          | Ryōhei Suzuki                | Fortsetzung                            |
| The Huntsman & The Ice Queen                     | Vereinigte Staaten                                    | Cedric Nicolas-Troyan                  | Chris Hemsworth              | Fortsetzung                            |
| Independence Day: Wiederkehr                     | Vereinigte Staaten                                    | Roland Emmerich                        | Fortsetzung                  |                                        |
| Interrogation – Deine Zeit läuft ab!             | Vereinigte Staaten                                    | Stephen Reynolds                       | Adam Copeland                |                                        |
| Jack Reacher: Kein Weg zurück                    | Vereinigte Staaten                                    | Edward Zwick                           | Tom Cruise                   | Fortsetzung Literaturverfilmung        |
| Jason Bourne                                     | Vereinigte Staaten                                    | Paul Greengrass                        | Matt Damon                   | Bourne-Filmreihe                       |
| Keanu                                            | Vereinigte Staaten                                    | Peter Atencio                          | Jordan Peele                 |                                        |
| Kickboxer: Die Vergeltung                        | Vereinigte Staaten                                    | John Stockwell                         | Alain Moussi                 | Neuverfilmung                          |
| Kung Fu Panda 3                                  | Vereinigte Staaten                                    | Jennifer Yuh Nelson Alessandro Carloni |                              | Animationsfilm Fortsetzung             |
| London Has Fallen                                | Vereinigte Staaten Vereinigtes Königreich Bulgarien   | Babak Najafi                           | Gerard Butler, Aaron Eckhart | Fortsetzung                            |
| Mechanic: Resurrection                           | Vereinigte Staaten Frankreich                         | Dennis Gansel                          | Jason Statham                | Fortsetzung                            |
| Monster Trucks                                   | Vereinigte Staaten                                    | Chris Wedge                            | Lucas Till                   |                                        |
| Rage – Tage der Vergeltung                       | Vereinigte Staaten                                    | Chuck Russell                          | John Travolta                |                                        |
| Ratchet & Clank                                  | Vereinigte Staaten Kanada                             | Kevin Munroe                           |                              | Animationsfilm Computerspielverfilmung |
| Resident Evil: The Final Chapter                 | Vereinigte Staaten                                    | Paul W. S. Anderson                    | Milla Jovovich               | Fortsetzung                            |
| Ride Along: Next Level Miami                     | Vereinigte Staaten                                    | Tim Story                              | Ice Cube                     | Fortsetzung                            |
| Rogue One: A Star Wars Story                     | Vereinigte Staaten                                    | Gareth Edwards                         | Felicity Jones               | Star-Wars-Filmreihe                    |
| Shin Godzilla                                    | Japan                                                 | Hideaki Anno                           | Hiroki Hasegawa              | Fortsetzung Godzilla-Filmreihe         |
| Spectral                                         | Vereinigte Staaten                                    | Nic Mathieu                            | James Badge Dale             |                                        |
| Suicide Squad                                    | Vereinigte Staaten                                    | David Ayer                             | Margot Robbie                | DC Extended Universe                   |
| Teenage Mutant Ninja Turtles: Out of the Shadows | Vereinigte Staaten                                    | Dave Green                             | Diverse                      | Fortsetzung Comicverfilmung            |
| Term Life – Mörderischer Wettlauf                | Vereinigte Staaten                                    | Peter Billingsley                      | Vince Vaughn                 |                                        |
| Train to Busan                                   | Südkorea                                              | Yeon Sang-ho                           | Gong Yoo                     |                                        |
| Triple 9                                         | Vereinigte Staaten                                    | John Hillcoat                          | Casey Affleck                |                                        |
| Tschiller: Off Duty                              | Deutschland                                           | Christian Alvart                       | Til Schweiger, Fahri Yardım  | Fortsetzung                            |
| Underworld: Blood Wars                           | Vereinigte Staaten                                    | Anna Foerster                          | Kate Beckinsale              | Fortsetzung                            |
| Undisputed IV – Boyka Is Back                    | Bulgarien                                             | Todor Tschapkanow                      | Scott Adkins                 | Fortsetzung                            |
| Warcraft: The Beginning                          | Vereinigte Staaten                                    | Duncan Jones                           | Travis Fimmel                | Computerspielverfilmung                |
| X-Men: Apocalypse                                | Vereinigte Staaten                                    | Bryan Singer                           | James McAvoy                 | X-Men                                  |
| Yoga Hosers                                      | Vereinigte Staaten                                    | Kevin Smith                            | Johnny Depp                  |                                        |

### 2017
| Titel                                     | Produktionsland                                                          | Regisseur                      | Hauptdarsteller                  | Anmerkung                                                           |
| ----------------------------------------- | ------------------------------------------------------------------------ | ------------------------------ | -------------------------------- | ------------------------------------------------------------------- |
| American Assassin                         | Vereinigte Staaten                                                       | Michael Cuesta                 | Dylan O’Brien                    | Buchverfilmung                                                      |
| Atomic Blonde                             | Deutschland Ungarn                                                       | David Leitch                   | Charlize Theron                  | Comicverfilmung                                                     |
| Baby Driver                               | Vereinigte Staaten Vereinigtes Königreich                                | Edgar Wright                   | Ansel Elgort                     |                                                                     |
| Baywatch                                  | Vereinigte Staaten                                                       | Seth Gordon                    | Dwayne Johnson                   | Remake der Fernsehserie Baywatch – Die Rettungsschwimmer von Malibu |
| Batman und Harley Quinn                   | Vereinigte Staaten                                                       | Sam Liu                        |                                  | Zeichentrickfilm DC-Universum                                       |
| Batman vs. Two-Face                       | Vereinigte Staaten                                                       | Rick Morales                   | Adam West                        | Zeichentrickfilm Fortsetzung                                        |
| Bright                                    | Vereinigte Staaten                                                       | David Ayer                     | Will Smith, Joel Edgerton        |                                                                     |
| CHiPs                                     | Vereinigte Staaten                                                       | Dax Shepard                    | Dax Shepard, Michael Peña        | Neuverfilmung                                                       |
| Darkland                                  | Dänemark                                                                 | Fenar Ahmad                    | Dar Salim                        |                                                                     |
| Fast & Furious 8                          | Vereinigte Staaten                                                       | F. Gary Gray                   | Vin Diesel                       | Fortsetzung                                                         |
| The Foreigner                             | Vereinigte Staaten Vereinigtes Königreich Volksrepublik China            | Martin Campbell                | Jackie Chan                      | Romanverfilmung                                                     |
| Geostorm                                  | Vereinigte Staaten                                                       | Dean Devlin                    | Gerard Butler                    |                                                                     |
| Ghost in the Shell                        | Vereinigte Staaten                                                       | Rupert Sanders                 | Scarlett Johansson               | Neuverfilmung von Ghost in the Shell                                |
| Godzilla: Planet der Monster              | Japan                                                                    | Kōbun Shizuno Hiroyuki Seshita |                                  | Anime                                                               |
| Gottes Wege sind blutig                   | Irland                                                                   | Brendan Muldowney              | Tom Holland                      |                                                                     |
| Guardians                                 | Russland                                                                 | Sarik Andreasyan               | Anton Pampushnyy                 |                                                                     |
| Guardians of the Galaxy Vol. 2            | Vereinigte Staaten                                                       | James Gunn                     | Chris Pratt                      | Marvel Cinematic Universe                                           |
| John Wick: Kapitel 2                      | Vereinigte Staaten                                                       | Chad Stahelski                 | Keanu Reeves                     | Fortsetzung                                                         |
| Justice League                            | Vereinigte Staaten                                                       | Zack Snyder Joss Whedon        | Diverse                          | DC Extended Universe                                                |
| Killer’s Bodyguard                        | Vereinigte Staaten                                                       | Patrick Hughes                 | Ryan Reynolds, Samuel L. Jackson |                                                                     |
| Killing Gunther                           | Vereinigte Staaten                                                       | Taran Killam                   | Taran Killam                     |                                                                     |
| Kingsman: The Golden Circle               | Vereinigtes Königreich Vereinigte Staaten                                | Matthew Vaughn                 | Taron Egerton                    | Fortsetzung von Kingsman: The Secret Service                        |
| Logan – The Wolverine                     | Vereinigte Staaten                                                       | James Mangold                  | Hugh Jackman                     | X-Men                                                               |
| Moontrap – Angriffsziel Erde              | Vereinigte Staaten                                                       | Robert Dyke                    | Sarah Butler                     | Fortsetzung                                                         |
| Nur Gott kann mich richten                | Deutschland                                                              | Özgür Yıldırım                 | Moritz Bleibtreu Edin Hasanović  |                                                                     |
| Okja                                      | Vereinigte Staaten Südkorea                                              | Bong Joon-ho                   | Ahn Seo-hyeon                    |                                                                     |
| Once Upon a Time in Venice                | Vereinigte Staaten                                                       | Mark Cullen                    | Bruce Willis                     |                                                                     |
| The Outlaws                               | Südkorea                                                                 | Kang Yun-seong                 | Ma Dong-seok                     |                                                                     |
| Overdrive                                 | Frankreich                                                               | Antonio Negret                 | Scott Eastwood, Freddie Thorp    |                                                                     |
| Pfad der Rache                            | Vereinigte Staaten                                                       | Isaac Florentine               | Antonio Bandera                  |                                                                     |
| Pirates of the Caribbean: Salazars Rache  | Vereinigte Staaten                                                       | Joachim Rønning Espen Sandberg | Johnny Depp                      | Pirates of the Caribbean                                            |
| Planet der Affen: Survival                | Vereinigte Staaten                                                       | Matt Reeves                    | Andy Serkis                      | Fortsetzung von Planet der Affen: Revolution                        |
| Power Rangers                             | Vereinigte Staaten                                                       | Dean Israelite                 | Diverse                          | Neuverfilmung                                                       |
| A Prayer Before Dawn – Das letzte Gebet   | Frankreich Vereinigtes Königreich Volksrepublik China Vereinigte Staaten | Jean-Stéphane Sauvaire         | Joe Cole                         |                                                                     |
| Raajakumara                               | Indien                                                                   | Santosh Ananddram              | Puneeth Rajkumar                 |                                                                     |
| Raees                                     | Indien                                                                   | Rahul Dholakia                 | Shah Rukh Khan                   |                                                                     |
| Rendel                                    | Finnland                                                                 | Jesse Haaja                    | Kristofer Gummerus               | Comicverfilmung                                                     |
| Renegades – Mission of Honor              | Frankreich Deutschland                                                   | Steven Quale                   | Diverse                          |                                                                     |
| Sand Castle                               | Vereinigte Staaten                                                       | Fernando Coimbra               | Nicholas Hoult                   |                                                                     |
| Security                                  | Vereinigte Staaten                                                       | Alain Desrochers               | Antonio Banderas                 |                                                                     |
| Sleepless – Eine tödliche Nacht           | Vereinigte Staaten                                                       | Baran bor Odar                 | Jamie Foxx                       | Neuverfilmung                                                       |
| Spider-Man: Homecoming                    | Vereinigte Staaten                                                       | Jon Watts                      | Tom Holland                      | Marvel Cinematic Universe                                           |
| Star Wars: Die letzten Jedi               | Vereinigte Staaten                                                       | Rian Johnson                   | Daisy Ridley                     | Star Wars                                                           |
| Steel Rain                                | Südkorea                                                                 | Yang Woo-seok                  | Jung Woo-sung                    |                                                                     |
| Teen Titans: Der Judas-Auftrag            | Vereinigte Staaten                                                       | Sam Liu                        |                                  | Zeichentrickfilm, DC-Universum                                      |
| Thor: Tag der Entscheidung                | Vereinigte Staaten                                                       | Taika Waititi                  | Chris Hemsworth                  | Marvel Cinematic Universe                                           |
| Transformers: The Last Knight             | Vereinigte Staaten                                                       | Michael Bay                    | Mark Wahlberg                    | Fortsetzung                                                         |
| Valerian – Die Stadt der tausend Planeten | Frankreich                                                               | Luc Besson                     | Dane DeHaan                      | Comicverfilmung                                                     |
| Vengeance – Pfad der Vergeltung           | Vereinigte Staaten                                                       | Johnny Martin                  | Nicolas Cage                     | Buchverfilmung                                                      |
| The Villainess                            | Südkorea                                                                 | Jung Byung-gil                 | Kim Ok-vin                       |                                                                     |
| Wonder Woman                              | Vereinigte Staaten                                                       | Patty Jenkins                  | Gal Gadot                        | DC Extended Universe                                                |
| xXx: Die Rückkehr des Xander Cage         | Vereinigte Staaten                                                       | D. J. Caruso                   | Vin Diesel                       | Fortsetzung zu xXx 2 – The Next Level                               |

### 2018
| Titel                                           | Produktionsland                                      | Regisseur                      | Hauptdarsteller             | Anmerkung                             |
| ----------------------------------------------- | ---------------------------------------------------- | ------------------------------ | --------------------------- | ------------------------------------- |
| 6-Headed Shark Attack                           | Vereinigte Staaten                                   | Mark Atkins                    | Brandon Auret               | Fortsetzung                           |
| Acts of Violence                                | Vereinigte Staaten                                   | Brett Donowho                  | Bruce Willis                |                                       |
| Ant-Man and the Wasp                            | Vereinigte Staaten                                   | Peyton Reed                    | Paul Rudd, Evangeline Lilly | Marvel Cinematic Universe Fortsetzung |
| Aquaman                                         | Vereinigte Staaten                                   | James Wan                      | Jason Momoa                 | DC Extended Universe                  |
| Assassination Nation                            | Vereinigte Staaten                                   | Sam Levinson                   | Suki Waterhouse             |                                       |
| Avengers: Infinity War                          | Vereinigte Staaten                                   | Anthony Russo Joe Russo        | Diverse                     | Marvel Cinematic Universe Fortsetzung |
| Bad Spies                                       | Vereinigte Staaten                                   | Susanna Fogel                  | Mila Kunis                  |                                       |
| Batman Ninja                                    | Japan                                                | Junpei Mizusaki                |                             | Anime Comicverfilmung                 |
| Believer                                        | Südkorea                                             | Lee Hae-young                  | Cho Jin-woong               | Neuverfilmung                         |
| Black Panther                                   | Vereinigte Staaten                                   | Ryan Coogler                   | Chadwick Boseman            | Marvel Cinematic Universe             |
| Black Water                                     | Vereinigte Staaten Kanada                            | Rasha Patriki                  | Jean-Claude Van Damme       |                                       |
| Bleach                                          | Japan                                                | Shinsuke Sato                  | Sota Fukushi                | Mangaverfilmung                       |
| Bumblebee                                       | Vereinigte Staaten                                   | Travis Knight                  | Hailee Steinfeld John Cena  | Spin-off                              |
| The Commuter                                    | Vereinigte Staaten Vereinigtes Königreich Frankreich | Jaume Collet-Serra             | Liam Neeson                 |                                       |
| Criminal Squad                                  | Vereinigte Staaten                                   | Christian Gudegast             | Gerard Butler               |                                       |
| Deadpool 2                                      | Vereinigte Staaten                                   | David Leitch                   | Ryan Reynolds               | Fortsetzung X-Men-Filmreihe           |
| Death Wish                                      | Vereinigte Staaten                                   | Eli Roth                       | Bruce Willis                | Remake                                |
| Destroyer                                       | Vereinigte Staaten                                   | Karyn Kusama                   | Nicole Kidman               |                                       |
| Dragonball Super: Broly                         | Japan                                                | Tatsuya Nagamine               |                             | Anime Mangaverfilmung                 |
| The Equalizer 2                                 | Vereinigte Staaten                                   | Antoine Fuqua                  | Denzel Washington           | Fortsetzung                           |
| Er kennt keine Gnade                            | Südkorea                                             | Lee Seung-won                  | Bruce Khan                  |                                       |
| Escape Plan 2: Hades                            | Vereinigte Staaten                                   | Steven C. Miller               | Sylvester Stallone          | Fortsetzung                           |
| Final Score                                     | Vereinigtes Königreich Vereinigte Staaten            | Scott Mann                     | Dave Bautista               |                                       |
| Gänsehaut 2 – Gruseliges Halloween              | Vereinigte Staaten                                   | Ari Sandel                     |                             | Literaturverfilmung Fortsetzung       |
| Godzilla: Eine Stadt am Rande der Schlacht      | Japan                                                | Kōbun Shizuno Hiroyuki Seshita |                             | Anime Fortsetzung                     |
| Golden Slumber                                  | Südkorea                                             | Noh Dong-seok                  | Gang Dong-won               | Neuverfilmung Literaturverfilmung     |
| Hotel Artemis                                   | Vereinigte Staaten Vereinigtes Königreich            | Drew Pearce                    | Jodie Foster                |                                       |
| Hunter Killer                                   | Vereinigte Staaten                                   | Donovan Marsh                  | Gerard Butler               | Literaturverfilmung                   |
| Illang: The Wolf Brigade                        | Südkorea                                             | Kim Jee-woon                   | Gang Dong-won               | Animeverfilmung                       |
| Johnny English – Man lebt nur dreimal           | Vereinigtes Königreich Vereinigte Staaten Frankreich | David Kerr                     | Rowan Atkinson              | Fortsetzung                           |
| Jurassic World: Das gefallene Königreich        | Vereinigte Staaten                                   | J. A. Bayona                   | Chris Pratt                 | Jurassic-Park-Filmreihe               |
| Kin                                             | Vereinigte Staaten                                   | Jonathan Baker Josh Baker      | Jack Reynor                 |                                       |
| Maze Runner – Die Auserwählten in der Todeszone | Vereinigte Staaten                                   | Wes Ball                       | Dylan O’Brien               | Fortsetzung Literaturverfilmung       |
| Mile 22                                         | Vereinigte Staaten                                   | Peter Berg                     | Mark Wahlberg               |                                       |
| Mission: Impossible – Fallout                   | Vereinigte Staaten                                   | Christopher McQuarrie          | Tom Cruise                  | Mission: Impossible-Filmreihe         |
| My Hero Academia: Two Heroes                    | Japan                                                | Kenji Nagasaki                 |                             | Anime                                 |
| Occupation                                      | Australien                                           | Luke Sparke                    | Izzy Stevens                |                                       |
| Outlaw King                                     | Vereinigtes Königreich                               | David Mackenzie                | Chris Pine                  |                                       |
| Out of Control                                  | Deutschland                                          | Axel Sand Richard Lin          | T.O.P Cecilia Cheung        |                                       |
| Pacific Rim: Uprising                           | Vereinigte Staaten                                   | Steven S. DeKnight             | Scott Eastwood              | Fortsetzung                           |
| Patient Zero                                    | Vereinigtes Königreich                               | Stefan Ruzowitzky              | Matt Smith                  |                                       |
| Peppermint: Angel of Vengeance                  | Vereinigte Staaten                                   | Pierre Morel                   | Jennifer Garner             |                                       |
| Pfad des Kriegers                               | Niederlande                                          | Roel Reiné                     | Gijs Naber                  |                                       |
| Polis Evo 2                                     | Malaysia                                             | Joel Soh Andre Chiew           | Zizan Razak Shaheizy Sam    | Fortsetzung                           |
| Predator – Upgrade                              | Vereinigte Staaten                                   | Shane Black                    | Boyd Holbrook               | Fortsetzung                           |
| Rampant                                         | Südkorea                                             | Kim Sung-hoon                  | Hyun Bin Jang Dong-gun      |                                       |
| Robin Hood                                      | Vereinigte Staaten                                   | Otto Bathurst                  | Taron Egerton               | Literaturverfilmung                   |
| Sicario 2                                       | Vereinigte Staaten                                   | Stefano Sollima                | Benicio del Toro            |                                       |
| Skyscraper                                      | Vereinigte Staaten                                   | Rawson Marshall Thurber        | Dwayne Johnson              |                                       |
| Solo: A Star Wars Story                         | Vereinigte Staaten                                   | Ron Howard                     | Alden Ehrenreich            | Star-Wars-Universum                   |
| Steig. Nicht. Aus!                              | Deutschland                                          | Christian Alvart               | Wotan Wilke Möhring         | Remake                                |
| T-34                                            | Russland                                             | Alexei Sidorow                 | Alexander Petrow            |                                       |
| Taxi 5                                          | Frankreich                                           | Franck Gastambide              | Franck Gastambide           | Fortsetzung                           |
| Tomb Raider                                     | Vereinigte Staaten Vereinigtes Königreich            | Roar Uthaug                    | Alicia Vikander             | Computerspielverfilmung               |
| Upgrade                                         | Australien Vereinigte Staaten                        | Leigh Whannell                 | Logan Marshall-Green        |                                       |
| Venom                                           | Vereinigte Staaten                                   | Ruben Fleischer                | Tom Hardy                   | Comic-Verfilmung                      |
| The Witch: Subversion                           | Südkorea                                             | Park Hoon-jung                 | Kim Da-mi                   |                                       |

### 2019
| Titel                                   | Produktionsland                                           | Regisseur                                     | Hauptdarsteller                           | Anmerkung                             |
| --------------------------------------- | --------------------------------------------------------- | --------------------------------------------- | ----------------------------------------- | ------------------------------------- |
| 3 Engel für Charlie                     | Vereinigte Staaten Deutschland                            | Elizabeth Banks                               | Kristen Stewart Naomi Scott Ella Balinska | Serienverfilmung                      |
| 6 Underground                           | Vereinigte Staaten                                        | Michael Bay                                   | Ryan Reynolds                             |                                       |
| 21 Bridges                              | Vereinigte Staaten                                        | Brian Kirk                                    | Chadwick Boseman                          |                                       |
| The Aeronauts                           | Vereinigtes Königreich Vereinigte Staaten                 | Tom Harper                                    | Eddie Redmayne                            |                                       |
| African Kung-Fu Nazis                   | Ghana Japan Deutschland                                   | Sebastian Stein „Ninja Man“ Samuel K. Nkansah | Elisha Okyere                             |                                       |
| Alita: Battle Angel                     | Vereinigte Staaten                                        | Robert Rodriguez                              | Rosa Salazar                              | Mangaverfilmung                       |
| Angel Has Fallen                        | Vereinigte Staaten                                        | Ric Roman Waugh                               | Gerard Butler                             | Fortsetzung                           |
| Anna                                    | Frankreich                                                | Luc Besson                                    | Sasha Luss                                |                                       |
| Avengers: Endgame                       | Vereinigte Staaten                                        | Anthony Russo Joe Russo                       | Diverse                                   | Marvel Cinematic Universe             |
| Bacurau                                 | Brasilien Frankreich                                      | Kleber Mendonça Filho Juliano Dornelles       | Sônia Braga                               |                                       |
| Batman vs. Teenage Mutant Ninja Turtles | Vereinigte Staaten                                        | Jake Castorena                                |                                           | Zeichentrickfilm Crossover            |
| Black and Blue                          | Vereinigte Staaten                                        | Deon Taylor                                   | Naomie Harris                             |                                       |
| Captain Marvel                          | Vereinigte Staaten                                        | Ryan Fleck Anna Boden                         | Brie Larson                               |                                       |
| Coma                                    | Russland                                                  | Nikita Argunov                                | Rinal Mukhametov                          |                                       |
| Crawl                                   | Vereinigte Staaten                                        | Alexandre Aja                                 | Kaya Scodelario                           |                                       |
| Crown Vic                               | Vereinigte Staaten                                        | Joel Souza                                    | Thomas Jane                               |                                       |
| The Divine Fury                         | Südkorea                                                  | Kim Ju-hwan                                   | Park Seo-joon                             |                                       |
| Doom: Die Vernichtung                   | Vereinigte Staaten                                        | Tony Giglio                                   | Amy Manson                                | Computerspielverfilmung               |
| Drive                                   | Indien                                                    | Tarun Mansukhani                              | Sushant Singh Rajput                      |                                       |
| Escape Plan 3: The Extractors           | Vereinigte Staaten                                        | John Herzfeld                                 | Sylvester Stallone                        | Fortsetzung                           |
| Exit                                    | Südkorea                                                  | Lee Sang-geun                                 | Ch Jung-seok                              |                                       |
| Extreme Job – Die Spicy-Chicken-Police  | Südkorea                                                  | Lee Byeong-heon                               | Ryu Seung-ryong                           |                                       |
| Fast & Furious: Hobbs & Shaw            | Vereinigte Staaten                                        | David Leitch                                  | Dwayne Johnson Jason Statham              | Spin-off                              |
| Fractured                               | Vereinigte Staaten                                        | Brad Anderson                                 | Sam Worthington                           |                                       |
| The Gangster, the Cop, the Devil        | Südkorea                                                  | Lee Won-tae                                   | Ma Dong-seok                              |                                       |
| Gemini Man                              | Vereinigte Staaten                                        | Ang Lee                                       | Will Smith                                |                                       |
| The Gentlemen                           | Vereinigtes Königreich Vereinigte Staaten                 | Guy Ritchie                                   | Matthew McConaughey                       |                                       |
| Godzilla II: King of the Monsters       | Vereinigte Staaten                                        | Michael Dougherty                             | Kyle Chandler                             | Fortsetzung                           |
| Guns Akimbo                             | Vereinigte Staaten                                        | Jason Lei Howden                              | Daniel Radcliffe                          |                                       |
| Hard-ish Bodies                         | Vereinigte Staaten                                        | Mike Carreon                                  | Mike Carreon                              | Kurzfilm                              |
| Hard Powder                             | Vereinigtes Königreich Norwegen Kanada Vereinigte Staaten | Hans Peter Moland                             | Liam Neeson                               | Remake                                |
| Hellboy – Call of Darkness              | Vereinigte Staaten                                        | Neil Marshall                                 | David Habour                              | Comicverfilmung Fortsetzung           |
| John Wick: Kapitel 3                    | Vereinigte Staaten                                        | Chad Stahelski                                | Keanu Reeves                              | Fortsetzung                           |
| Jo Pil-ho: Der Anbruch der Rache        | Südkorea                                                  | Lee Jeong-beom                                | Lee Sun-kyun                              |                                       |
| Killerman                               | Vereinigte Staaten                                        | Malik Bader                                   | Liam Hemsworth                            |                                       |
| Killers Anonymous – Traue niemandem     | Vereinigte Staaten Vereinigtes Königreich                 | Martin Owen                                   | Gary Oldman                               |                                       |
| Kim Possible                            | Vereinigte Staaten                                        | Adam B. Stein Zach Lipovsky                   | Sadie Stanley                             | Fernsehfilm Realverfilmung            |
| The LEGO Movie 2                        | Vereinigte Staaten                                        | Mike Mitchell                                 |                                           | Animationsfilm Fortsetzung            |
| Le Mans 66 – Gegen jede Chance          | Vereinigte Staaten                                        | James Mangold                                 | Matt Damon                                |                                       |
| Der letzte Bulle                        | Deutschland                                               | Peter Thorwarth                               | Henning Baum                              | Serienverfilmung                      |
| Men in Black: International             | Vereinigte Staaten                                        | F. Gary Gray                                  | Tessa Thompson Chris Hemsworth            | Fortsetzung                           |
| Midway – Für die Freiheit               | Vereinigte Staaten Volksrepublik China                    | Roland Emmerich                               | Woody Harrelson                           |                                       |
| Mogli: Legende des Dschungels           | Vereinigte Staaten                                        | Andy Serkis                                   | Rohan Chand                               | Literaturverfilmung                   |
| Motherless Brooklyn                     | Vereinigte Staaten                                        | Edward Norton                                 | Edward Norton                             | Literaturverfilmung                   |
| Never Grow Old                          | Vereinigte Staaten Irland                                 | Ivan Kavanaugh                                | John Cusack                               |                                       |
| No Mercy                                | Südkorea                                                  | Lim Kyeong-taek                               | Lee Si-young                              |                                       |
| Polar                                   | Vereinigte Staaten Deutschland                            | Jonas Åkerlund                                | Mads Mikkelsen                            | Comicverfilmung                       |
| Rambo: Last Blood                       | Vereinigte Staaten                                        | Adrian Grünberg                               | Sylvester Stallone                        | Fortsetzung                           |
| Shaft                                   | Vereinigte Staaten                                        | Tim Story                                     | Samuel L. Jackson Jessie Usher            | Fortsetzung                           |
| Shazam!                                 | Vereinigte Staaten                                        | David F. Sandberg                             | Zachari Levi                              | DC Extended Universe                  |
| Spider-Man: Far From Home               | Vereinigte Staaten                                        | Jon Watts                                     | Tom Holland                               | Marvel Cinematic Universe Fortsetzung |
| Star Wars: Der Aufstieg Skywalkers      | Vereinigte Staaten                                        | J. J. Abams                                   | Daisy Ridley                              | Star-Wars-Filmreihe                   |
| Stuber – 5 Sterne Undercover            | Vereinigte Staaten                                        | Michael Dowse                                 | Dave Bautista                             |                                       |
| Tal der Skorpione                       | Deutschland                                               | Patrick Roy Beckert                           | Bartholomäus Kowalski                     |                                       |
| Terminator: Dark Fate                   | Vereinigte Staaten                                        | Tim Miller                                    | Linda Hamilton                            | Fortsetzung                           |
| Triple Frontier                         | Vereinigte Staaten                                        | J. C. Chandor                                 | Ben Affleck                               |                                       |
| X-Men: Dark Phoenix                     | Vereinigte Staaten                                        | Simon Kinberg                                 | Sophie Turner                             | X-Men-Filmreihe                       |